# Дискография Jimmy Eat World
Дискография американской альтернатив рок группы Jimmy Eat World включает в себя 7 студийных альбомов, 3 концертных альбома, 7 мини-альбомов, 14 синглов, 1 видеоальбом, а также 1 сборник.
Jimmy Eat World был образован в 1993 году и выпустил свой дебютный EP в 1994 году, под названием One, Two, Three, Four. Их дебютный одноименный студийный альбом, Jimmy Eat World, был выпущен позднее, в этом же году, на Wooden Blue Records. Позже, они подписали контракт с Capitol Records и в 1996 году они выпустили Static Prevails. В это же время они создали серию сплит-релизов с другими группами, в том числе с Less Than Jake, Sense Field и Mineral. В 1999 году Jimmy Eat World выпустил свой третий альбом, Clarity. Альбом занял 47 место в немецком Media Control Charts и 30 место в Billboard Top Heatseekers.
Коммерческий прорыв группы пришелся на 2001 год, с успешным выпуском нескольких синглов из своего четвертого альбома, Bleed American. Четыре сингла с альбома попали в топ 20 Hot Modern Rock Tracks, из них песня The Middle заняла первое место, а Sweetness второе место. The Middle также занял 5 место на Billboard Hot 100. Bleed American получил платину в Канаде и Соединенных Штатах, а в Великобритании серебро.
В 2004 году Jimmy Eat World выпустил Futures, который попал в первую десятку Billboard 200. С этого альбома сингл Pain занял первое место в Hot Modern Rock Tracks. Шестой альбом группы, Chase This Light, был выпущен в 2007 году. Альбом занял пятое место в Billboard Hot 100.
В 2010 году группа выпустила свой седьмой альбом под названием Invented, который занял 11 место в Billboard Hot 100.

## Студийные альбомы
| Год                                              | Детали                                                                                             | Высшие позиции в чартах | Высшие позиции в чартах | Высшие позиции в чартах | Высшие позиции в чартах | Высшие позиции в чартах | Высшие позиции в чартах | Высшие позиции в чартах | Высшие позиции в чартах | Высшие позиции в чартах | Высшие позиции в чартах | Продажи        | Сертификация                         |
| Год                                              | Детали                                                                                             | US                      | US Heat.                | AUS                     | AUT                     | CAN                     | GER                     | IRL                     | NZ                      | SWI                     | UK                      | Продажи        | Сертификация                         |
| ------------------------------------------------ | -------------------------------------------------------------------------------------------------- | ----------------------- | ----------------------- | ----------------------- | ----------------------- | ----------------------- | ----------------------- | ----------------------- | ----------------------- | ----------------------- | ----------------------- | -------------- | ------------------------------------ |
| 1994                                             | Jimmy Eat World - Выход: 1994 года - Лейбл: Wooden Blue Records - Формат: CD                       | —                       | —                       | —                       | —                       | —                       | —                       | —                       | —                       | —                       | —                       |                |                                      |
| 1996                                             | Static Prevails - Выход: 23 июля 1996 года - Лейбл: Capitol - Формат: CD, CS                       | —                       | —                       | —                       | —                       | —                       | —                       | —                       | —                       | —                       | —                       |                |                                      |
| 1999                                             | Clarity - Выход: 23 февраля 1999 года - Лейбл: Capitol - Формат: CD, LP                            | —                       | 30                      | —                       | —                       | —                       | 47                      | —                       | —                       | —                       | —                       |                |                                      |
| 2001                                             | Bleed American - Выход: 24 июля 2001 года - Лейбл: DreamWorks - Формат: CD, LP                     | 31                      | —                       | 54                      | —                       | —                       | 20                      | —                       | 43                      | —                       | 62                      | US: 1,000,000  | CAN: Платина UK: Серебро US: Платина |
| 2004                                             | Futures - Выход: 19 октября 2004 года - Лейбл: Interscope - Формат: CD, LP                         | 6                       | —                       | 27                      | —                       | 7                       | 33                      | 51                      | —                       | 65                      | 22                      | US: 6,200,000+ | CAN: Золото US: Золото               |
| 2007                                             | Chase This Light - Выход: 16 октября 2007 года - Лейбл: Interscope - Фотмат: CD, LP                | 5                       | —                       | 30                      | 73                      | —                       | 54                      | 56                      | —                       | 94                      | 27                      | US: 255,000+   |                                      |
| 2010                                             | Invented - Выход: 28 сентября 2010 года - Лейбл: Interscope - Formats: CD, LP                      | 11                      | —                       | 20                      | 67                      | 22                      | 44                      | 50                      | —                       | 73                      | 29                      | US: 34,594+    |                                      |
| 2013                                             | Damage - Выход: 11 июня 2013 года - Лейбл: RCA Records, Dine Alone Records - Формат: CD, LP        | 14                      | —                       | 26                      | 54                      | —                       | 41                      | 91                      | —                       | 55                      | 38                      | US:24,700+     |                                      |
| 2016                                             | Integrity Blues - Выход: 21 октября 2016 года - Лейбл: RCA Records - Формат: CD, LP, грампластинка | —                       | —                       | —                       | —                       | —                       | —                       | —                       | —                       | —                       | —                       |                |                                      |
| «—» обозначает релизы, которые не попали в чарт. | |                         |                         |                         |                         |                         |                         |                         |                         |                         |                         |                |                                      |

## Концертные альбомы
| Год  | Детали |
| ---- | --- |
| 2008 | Chase This Light Tour 2008 - Выход: Февраль 2008 года - Лейбл: Interscope - Три версии (18, 19, 20 февраля) |
| 2009 | Clarity Live - Выход: 7 апреля 2009 года                                                                    |
| 2011 | iTunes Festival - Выход: Июль 2011 года - Лейбл: Turkey on Rye Music - Скачивание через iTunes              |

## Сборники
| Год  | Детали                                                             |
| ---- | ------------------------------------------------------------------ |
| 2000 | Singles - Выход: 8 августа 2000 года - Лейбл: Big Wheel Recreation |

## EP
| Год  | Детали                                                                           |
| ---- | -------------------------------------------------------------------------------- |
| 1994 | One, Two, Three, Four - Выход: 1994 года - Лейбл: Wooden Blue Records            |
| 1998 | Jimmy Eat World - Выход: 14 декабря 1998 года - Лейбл: Fueled by Ramen           |
| 2001 | Last Christmas - Выход: 2001 года - Лейбл: Better Looking Records                |
| 2002 | Good to Go - Выход: 22 февраля 2002 года - Лейбл: Universal Records              |
| 2004 | Firestarter - Выход: 3 августа 2004 года - Лейбл: Better Looking Records         |
| 2005 | Stay On My Side Tonight - Выход: 4 октября 2005 года - Лейбл: Interscope Records |

## Синглы
| 1996                                             | Rockstar              | —   | —  | —  | —  | —  | —  | —  | —  | —   |             | Static Prevails  |
| 1999                                             | Lucky Denver Mint     | —   | —  | —  | —  | —  | —  | —  | —  | —   |             | Clarity          |
| 1999                                             | Blister               | —   | —  | —  | —  | —  | —  | —  | —  | —   |             | Clarity          |
| 2001                                             | Bleed American        | —   | —  | 18 | —  | —  | —  | —  | —  | 60  |             | Bleed American   |
| 2001                                             | The Middle            | 5   | 2  | 1  | 49 | 98 | 46 | 92 | 28 | 26  | UK: Серебро | Bleed American   |
| 2002                                             | Sweetness             | 75  | 40 | 2  | —  | —  | —  | —  | —  | 38  |             | Bleed American   |
| 2002                                             | A Praise Chorus       | —   | —  | 16 | —  | —  | —  | —  | —  | —   |             | Bleed American   |
| 2004                                             | Pain                  | 93  | —  | 1  | —  | —  | —  | —  | —  | 38  | US: Золото  | Futures          |
| 2005                                             | Work                  | 110 | —  | 6  | —  | —  | —  | —  | —  | 49  |             | Futures          |
| 2005                                             | Futures               | —   | —  | 27 | —  | —  | —  | —  | —  | —   |             | Futures          |
| 2007                                             | Big Casino            | 122 | —  | 3  | —  | —  | —  | —  | —  | 119 |             | Chase This Light |
| 2007                                             | Always Be             | —   | —  | 14 | —  | —  | —  | —  | —  | 37  |             | Chase This Light |
| 2010                                             | My Best Theory        | 114 | —  | 2  | —  | —  | —  | —  | —  | —   |             | Invented         |
| 2011                                             | Coffee & Cigarettes   | —   | —  | 23 | —  | —  | —  | —  | —  | —   |             | Invented         |
| 2013                                             | I Will Steal You Back | —   | —  | 26 | —  | —  | —  | —  | —  | —   |             | Damage           |
| 2013                                             | Damage                | —   | —  | —  | —  | —  | —  | —  | —  | —   |             | Damage           |
| 2016                                             | Get Right             | —   | —  | —  | —  | —  | —  | —  | —  | —   |             | Integrity Blues  |
| 2016                                             | Sure and Certain      | —   | —  | 23 | —  | —  | —  | —  | —  | —   |             | Integrity Blues  |
| «—» обозначает релизы, которые не попали в чарт. |                       |     |    |    |    |    |    |    |    |     |             |                  |

Заметки
- A↑  Синглы Work, Big Casino, и My Best Theory не вошли в топ 100 Billboard Hot 100, поэтому они в Bubbling Under Hot 100 Singles.[25][26]

### Другие песни
| Год  | Детали             | Высшие позиции в чартах | Альбом           |
| Год  | Детали             | US Pop                  | Альбом           |
| ---- | ------------------ | ----------------------- | ---------------- |
| 2007 | «Chase This Light» | 99                      | Chase This Light |

## Видеоальбомы
| Год  | Детали                                                                                           | Сертификация |
| ---- | ------------------------------------------------------------------------------------------------ | ------------ |
| 2004 | Believe in What You Want - Выход: 19 октября 2004 года - Лейбл: Interscope Records - Формат: DVD | CAN: Золото  |

## Видеоклипы
| Год  | Детали                | Режиссёр       |
| ---- | --------------------- | -------------- |
| 1996 | Rockstar              | Ричард Рейнес  |
| 1999 | Lucky Denver Mint     | Даррен Доан    |
| 2001 | Bleed American        | Росс Ричардсон |
| 2001 | The Middle            | Пауль Федор    |
| 2002 | Sweetness             | Тим Хоп        |
| 2004 | Pain                  | Пауль Федор    |
| 2005 | Work                  | Марк Уэбб      |
| 2007 | Big Casino            | Кристофер Симс |
| 2008 | Always Be             | The Malloys    |
| 2010 | My Best Theory        | Рон Уинтер     |
| 2013 | I Will Steal You Back |                |